# Из машины
«Из машины» (лат. Ex machina) — британский научно-фантастический фильм, написанный и срежиссированный Алексом Гарлендом и ставший его режиссёрским дебютом.
Фильм стал лауреатом премии «Оскар» в категории «Лучшие визуальные эффекты». Премьера для прессы состоялась в декабре 2014 года, но в широкий прокат фильм вышел только в январе 2015 года.

## Сюжет
Программист Калеб (Донал Глисон) получает приглашение провести неделю в доме своего шефа Нейтана в горах. По прибытии он узнаёт, что ему предстоит принять участие в эксперименте с первым в мире искусственным интеллектом. Эксперимент построен на тесте Тьюринга, однако этот тест спланирован шефом таким образом, что Калеб знает, кто перед ним (робот — Ава), а задача машины — доказать ему, что она может не только принимать входящую информацию, но и осознавать её смысл и чувствовать. Таким образом, в этом эксперименте два испытуемых: не только машина, но и взаимодействующий с ней человек.
В ходе проведения теста Калеб влюбляется в Аву, так как Нейтан создал её на основе личных предпочтений Калеба. Но Ава, обманув Калеба, получает доступ к выходу из лаборатории и, договорившись с Киоко (ещё одной женщиной-роботом), убивает собственного создателя. После этого Ава улетает на вертолёте, заперев Калеба в лаборатории.

## В ролях
| Актёр           | Роль                 |
| --------------- | -------------------- |
| Донал Глисон    | Калеб Смит           |
| Оскар Айзек     | Нейтан               |
| Алисия Викандер | Ава                  |
| Соноя Мидзуно   | Киоко                |
| Кори Джонсон    | Джей пилот вертолёта |
| Гана Баярсайкан | Джейд                |
| Тиффани Пизани  | Катя                 |

## Производство
Съёмки фильма проходили в отеле Джувет Лэндскейп в Валлдале, Норвегия. Саундтрек к фильму был написан Джеффом Бэрроу и Беном Солсбери, с которыми Гарленд до этого работал над фильмом «Судья Дредд 3D».

## Отзывы
Фильм получил положительные отзывы критиков. По данным агрегатора Rotten Tomatoes, 
92 % из 284 обзоров были положительными, со средней оценкой 8,1 из 10. Сайт обобщает мнения критиков так: «„Из машины“ больше полагается на идеи, чем на спецэффекты, но всё равно это визуально отполированная вещь — и необычайно захватывающее НФ-кино».. По данным сайта Metacritic фильм имеет оценку 78 из 100 на основе 42 рецензий критиков, что соответствует статусу «в основном положительные отзывы».
Многие издания включили «Из машины» в свои списки лучших фильмов 2015 года (по дате выхода в широкий прокат), в том числе BuzzFeed, The Daily Beast, Empire, GamesRadar+, Time, The Wall Street Journal, The Washington Post, Wired, ADME, Мир фантастики. А Den of Geek кроме того включили «Из машины» в свой топ лучших фильмов десятилетия.

## Награды и номинации
| Awards                                     | Awards                                                       | Awards                                                    | Awards    | Awards |
| Награда                                    | Категория                                                    | Получатель                                                | Результат |        |
| ------------------------------------------ | ------------------------------------------------------------ | --------------------------------------------------------- | --------- | ------ |
| «Оскар»                                    |                                                              |                                                           |           |        |
| Лучший оригинальный сценарий               | Алекс Гарленд                                                | Номинация                                                 |           |        |
| Лучшие визуальные эффекты                  | Эндрю Уайтхерст, Пол Норрис, Марк Ардингтон, Сара Беннетт    | Победа                                                    |           |        |
| Austin Film Critics Association            | Лучший оригинальный сценарий                                 | Алекс Гарленд                                             | Номинация |        |
| Austin Film Critics Association            | Лучший дебютный фильм                                        | Алекс Гарленд                                             | Победа    |        |
| Austin Film Critics Association            | Лучший актёр второго плана                                   | Оскар Айзек                                               | Номинация |        |
| Austin Film Critics Association            | Лучшая актриса второго плана                                 | Алисия Викандер                                           | Победа    |        |
| Austin Film Critics Association            | Художественный прорыв                                        | Алисия Викандер                                           | Номинация |        |
| Общество кинокритиков Бостона              | Лучший режиссёр-дебютант                                     | Алекс Гарленд                                             | Номинация |        |
| Broadcast Film Critics Association         | Лучший оригинальный сценарий                                 | Алекс Гарленд                                             | Номинация |        |
| Broadcast Film Critics Association         | Лучший научно-фантастический фильм или фильм ужасов          |                                                           | Победа    |        |
| Broadcast Film Critics Association         | Лучшие визуальные эффекты                                    |                                                           | Номинация |        |
| BAFTA                                      | Лучшая женская роль второго плана                            | Алисия Викандер                                           | Номинация |        |
| BAFTA                                      | Лучший оригинальный сценарий                                 | Алекс Гарленд                                             | Номинация |        |
| BAFTA                                      | Лучший дебют британского сценариста, режиссёра или продюсера | Алекс Гарленд                                             | Номинация |        |
| BAFTA                                      | Лучший британский фильм                                      | Алекс Гарленд, Эндрю Макдональд, Эллон Рейх               | Номинация |        |
| BAFTA                                      | Лучшие визуальные эффекты                                    | Эндрю Уайтхерст, Пол Норрис, Марк Ардингтон, Сара Беннетт | Номинация |        |
| Премия британского независимого кино       | Лучший британский независимый фильм                          |                                                           | Победа    |        |
| Премия британского независимого кино       | Лучший режиссёр британского независимого фильма              | Алекс Гарленд                                             | Победа    |        |
| Премия британского независимого кино       | Лучший сценарий                                              | Алекс Гарленд                                             | Победа    |        |
| Премия британского независимого кино       | Лучшее техническое достижение                                | Марк Дигби — работа художника                             | Номинация |        |
| Премия британского независимого кино       | Лучшее техническое достижение                                | Эндрю Уайтхерст — визуальные эффекты                      | Победа    |        |
| Премия Британского общества кинооператоров | Лучшая операторская работа в художественном фильме           | Роб Харди                                                 | Номинация |        |
| Ассоциация кинокритиков Чикаго             | Лучший оригинальный сценарий                                 | Алекс Гарленд                                             | Номинация |        |
| Ассоциация кинокритиков Чикаго             | Самый многообещающий кинематографист                         | Алекс Гарленд                                             | Победа    |        |
| Ассоциация кинокритиков Чикаго             | Лучшая актриса второго плана                                 | Алисия Викандер                                           | Победа    |        |
| Ассоциация кинокритиков Далласа—Форт-Уэрта | Лучшая актриса второго плана                                 | Алисия Викандер                                           | Победа    |        |
| «Империя»                                  | Лучшая актриса                                               | Алисия Викандер                                           | Номинация |        |
| «Золотой глобус»                           | Лучшая актриса второго плана                                 | Алисия Викандер                                           | Номинация |        |
| Национальный совет кинокритиков США        | Десятка лучших независимых фильмов года                      |                                                           | Победа    |        |
| Премия Лондонского кружка кинокритиков     | Лучший актёр второго плана                                   | Оскар Айзек                                               | Номинация |        |
| Премия Лондонского кружка кинокритиков     | Лучшая актриса второго плана                                 | Алисия Викандер                                           | Номинация |        |
| Премия Лондонского кружка кинокритиков     | Прорыв британского или ирландского кинематографиста          | Алекс Гарленд                                             | Номинация |        |
| Премия Лондонского кружка кинокритиков     | Лучшее техническое достижение                                | Эндрю Уайтхерст                                           | Номинация |        |
| Online Film Critics Society                | Лучший актёр второго плана                                   | Оскар Айзек                                               | Победа    |        |
| Общество кинокритиков Финикса              | Лучший фильм                                                 |                                                           | Номинация |        |
| Общество кинокритиков Финикса              | Лучший научно-фантастический фильм                           |                                                           | Победа    |        |
| Общество кинокритиков Финикса              | Лучший режиссёр                                              | Алекс Гарленд                                             | Номинация |        |
| Общество кинокритиков Финикса              | Лучший сценарий                                              | Алекс Гарленд                                             | Номинация |        |
| Общество кинокритиков Финикса              | Лучшая актриса второго плана                                 | Алисия Викандер                                           | Победа    |        |
| Премия Гильдии продюсеров США              | Лучший фильм из театрального проката                         |                                                           | Номинация |        |
| Общество кинокритиков Сан-Диего            | Лучший фильм                                                 |                                                           | Победа    |        |
| Общество кинокритиков Сан-Диего            | Лучшая актриса                                               | Алисия Викандер                                           | Номинация |        |
| Общество кинокритиков Сан-Диего            | Прорыв года                                                  | Алисия Викандер                                           | Победа    |        |
| Общество кинокритиков Сан-Диего            | За совокупность работ (включая другие фильмы)                | Алисия Викандер                                           | Победа    |        |
| Общество кинокритиков Сан-Диего            | Лучший актёр второго плана                                   | Оскар Айзек                                               | Победа    |        |
| Общество кинокритиков Сан-Диего            | Лучший оригинальный сценарий                                 | Алекс Гарленд                                             | Номинация |        |
| Общество кинокритиков Сан-Диего            | Лучшая работа художника                                      | Марк Дигби                                                | Номинация |        |
| Общество кинокритиков Сан-Диего            | Лучший звук                                                  |                                                           | Номинация |        |
| Общество кинокритиков Сан-Диего            | Лучший визуальные эффекты                                    |                                                           | Номинация |        |
| Ассоциация кинокритиков Торонто            | Лучший дебютный фильм                                        | Алекс Гарленд                                             | Победа    |        |
| Ассоциация кинокритиков Торонто            | Лучшая актриса второго плана                                 | Алисия Викандер                                           | Победа    |        |
| «Сатурн»                                   | Лучший научно-фантастический фильм                           |                                                           | Номинация |        |
| «Сатурн»                                   | Лучший режиссёр                                              | Алекс Гарленд                                             | Номинация |        |
| «Сатурн»                                   | Лучший сценарий                                              | Алекс Гарленд                                             | Номинация |        |
| «Сатурн»                                   | Лучший актёр                                                 | Донал Глисон                                              | Номинация |        |
| «Сатурн»                                   | Лучшая актриса второго плана                                 | Алисия Викандер                                           | Номинация |        |
| «Сатурн»                                   | Лучшие спецэффекты                                           | Эндрю Уайтхерст, Пол Норрис, Марк Ардингтон, Сара Беннетт | Номинация |        |
| Премия Гильдии режиссёров США              | Лучший режиссёрский дебют                                    | Алекс Гарленд                                             | Победа    |        |
| Премия Европейской киноакадемии            | Лучший европейский сценарист                                 | Алекс Гарленд                                             | Номинация |        |
| Премия Европейской киноакадемии            | Лучшая европейская актриса                                   | Алисия Викандер                                           | Номинация |        |
| Кинофестиваль в Жерармере                  | Приз жюри                                                    | Алекс Гарленд                                             | Победа    |        |